# エルティングヴィル駅
エルティングヴィル駅（エルティングヴィルえき、英語：Eltingville）は、スタテンアイランドのエルティングヴィルにあるスタテンアイランド鉄道の駅である。

## 駅構造
| G          | 地上階                       | 駅舎、出入口、バス、駐車場                      |
| P ホーム階 | 相対式ホーム、右側ドアが開く | 相対式ホーム、右側ドアが開く                    |
| P ホーム階 | 南行                         | ← トッテンヴィル駅ゆき（アナデール駅）          |
| P ホーム階 | 北行                         | → セント・ジョージ駅ゆき（グレート・キルズ駅）→ |
| P ホーム階 | 相対式ホーム、右側ドアが開く |                                                 |

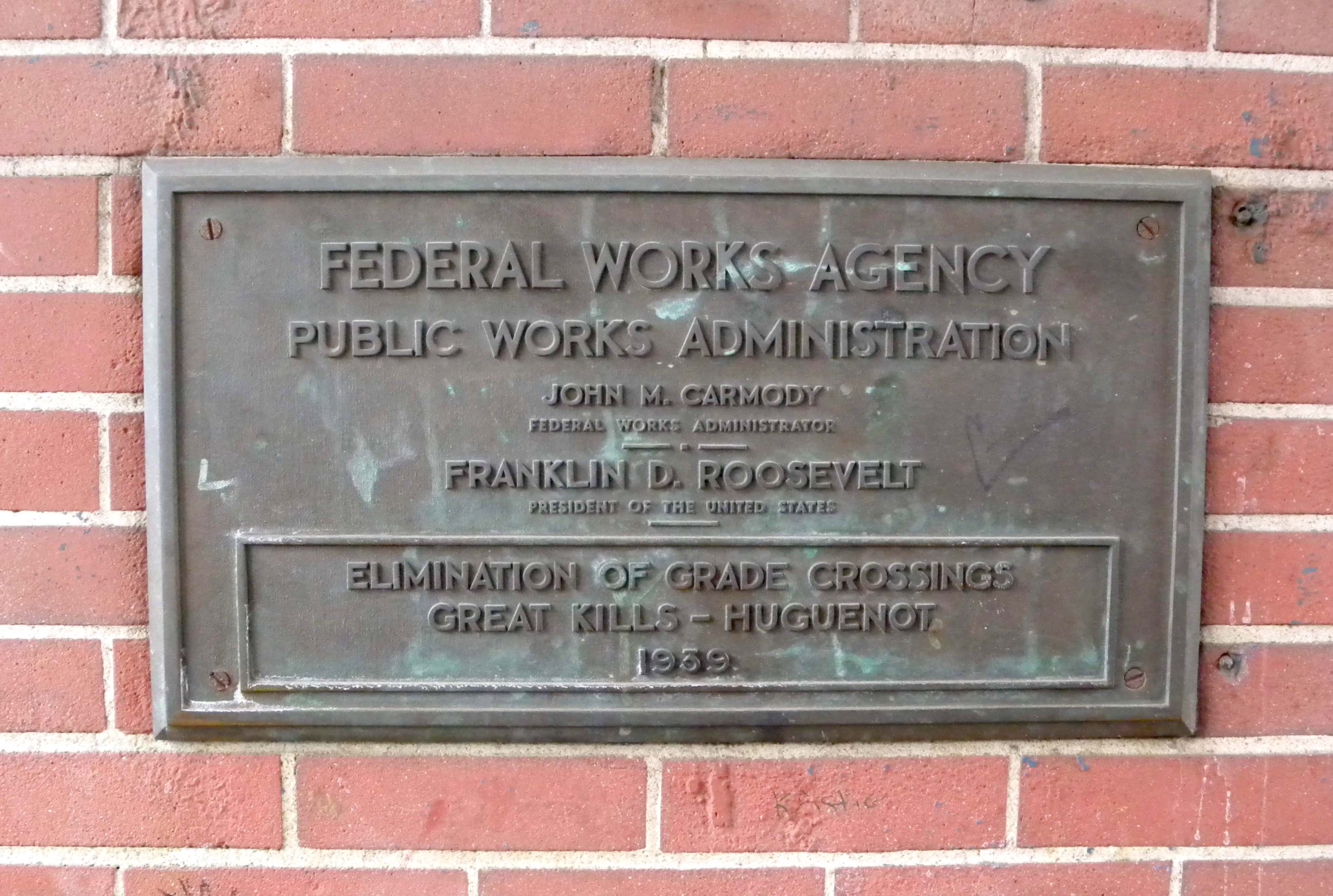
飾り

ホームは2面の相対式ホームで構成され、オレンジ色の屋根及び壁がある。ホームの西端には、リッチモンド・アベニューへ通じる階段がある。また、南行きホームの東端には、エルティングヴィル・ブルバードに通じる別の階段もある。駅には、マンハッタン行きの急行バスや、2マイル北に位置するスタテン・アイランド・モールへのバスの停留所がある。

## バス接続
- S59、S79、S89、x1、x4、x5
- エルティングヴィル・トランジット・センター